# Marie Brizard
Marie Brizard è un'azienda francese produttrice di liquori e sciroppi, fondata a Bordeaux nel 1755. Appartiene all'omonimo gruppo Marie Brizard Wine & Spirits (MBWS). La gamma di prodotti, commercializzata con il marchio Marie Brizard, è oggi composta da circa 80 liquori ed essenze, e da circa 30 sciroppi.

## Storia

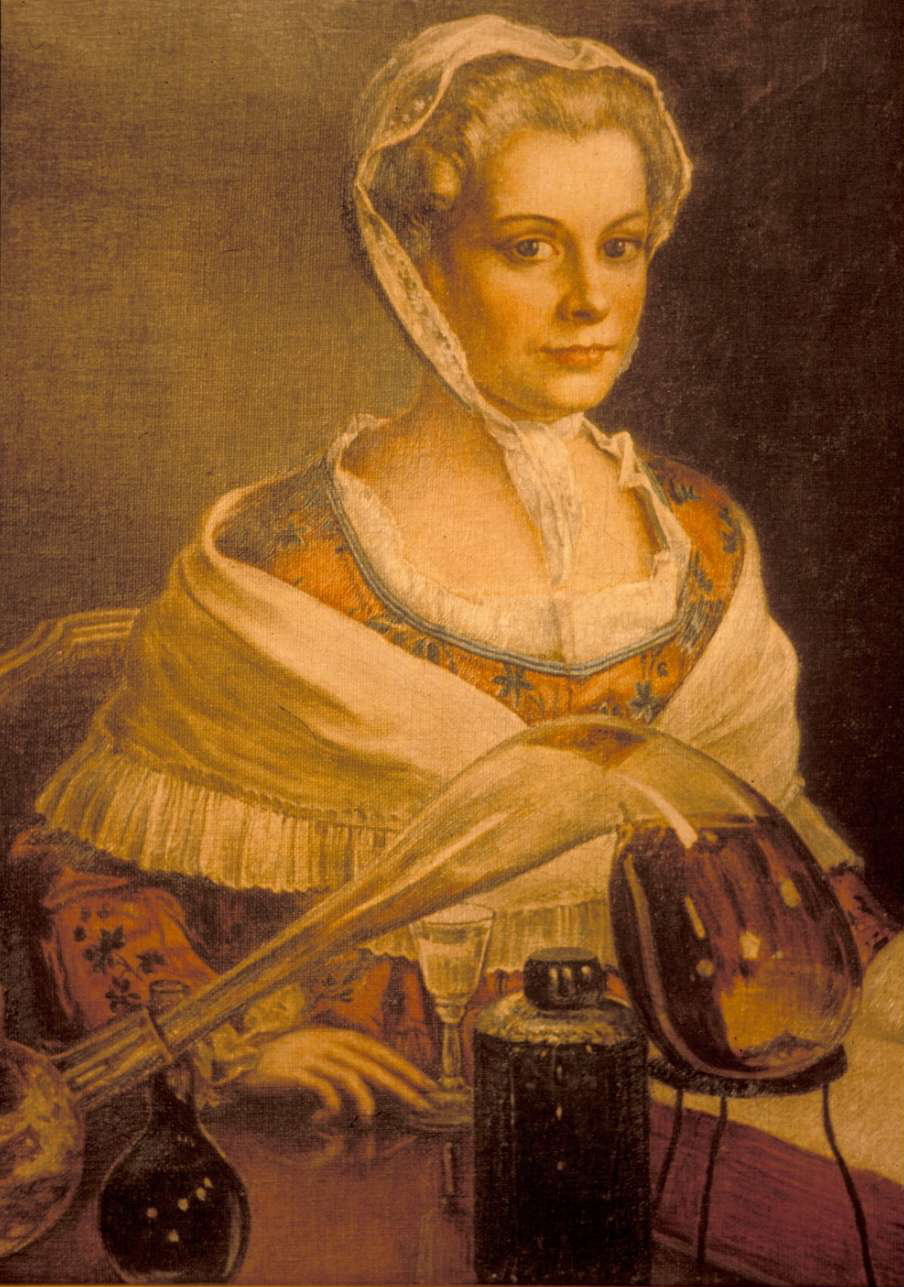
Ritratto di Marie Brizard

### Marie Brizard
Marie Brizard (1714-1801) era la terza di quindici figli di Pierre Brizard (1679-1743), bottaio e distillatore. Secondo le informazioni riportate negli archivi dell'azienda, Marie Brizard apprese la ricetta di un elisir per curare le malattie da uno schiavo di colore, che le donò tale ricetta come ringraziamento per averlo curato da uno stato febbrile. Un'altra fonte riporta che sarebbe stato suo nipote Paul Alexandre Brizard, capitano di una nave di schiavi che traversava i mari e sbarcava sulle isole, a portarle piante e agrumi raccolte durante i viaggi, che avrebbero composto la prima ricetta del liquore all'anice. Secondo un sondaggio del quotidiano Le Monde, questo liquore veniva trasportato nelle stive delle navi negriere per essere scambiato sulla costa africana con schiavi, nell'ambito del commercio triangolare.
Il principale prodotto era un liquore a base di anice verde, dieci piante (tra cui la china che ha proprietà antimalariche) e diverse spezie. In realtà, in questo periodo della metà del 18º secolo, la produzione dell'anisette era una pratica comune a Bordeaux. Questa bevanda, come il rum, era consumata in abbondanza dai marinai.

### Fondazione
Nel 1755, dopo il matrimonio con Jean-Baptiste Roger (1731-1795), Marie Brizard fondò l'azienda "Marie Brizard et Roger" e produsse la propria anisetta, che prese piede rapidamente grazie ai commerci marittimi in tutto il mondo. Porto naturale per le colonie francesi in America, Bordeaux riceveva le spezie, la buccia d'arancia, l'anice, il cacao, il coriandolo, la cannella, la vaniglia e lo zucchero, che costituivano le materie prime per la fabbricazione dei liquori. In origine l'azienda produceva anisette, poi la produzione si espanse ad altri liquori come il curaçao, il brandy, lo cherry brandy, la crème de menthe e l'apricot brandy.
A proseguire l'attività fu la pronipote di Jean-Baptiste Roger, che sposò l'ufficiale di marina Pierre-Joseph Glotin (1828-1884). La famiglia continuò a gestire l'azienda, che restò a conduzione familiare fino alla fine degli anni '90. 

### La crisi (2006-2012) e il risanamento
Nel 2006 l'azienda viene rilevata dal gruppo Belvédère e nel 2008, a seguito di difficoltà finanziarie, ha richiesto l'ammissione al concordato preventivo, che prevedeva la vendita della controllata Marie Brizard per ridurre il debito del gruppo. Nel 2012 il tribunale di Digione mette in amministrazione controllata Marie Brizard e altre sei società controllate dal gruppo Belvédère. A marzo 2013 viene approvato un piano di risanamento dei debiti, evitando così il fallimento.

## Sedi e stabilimenti

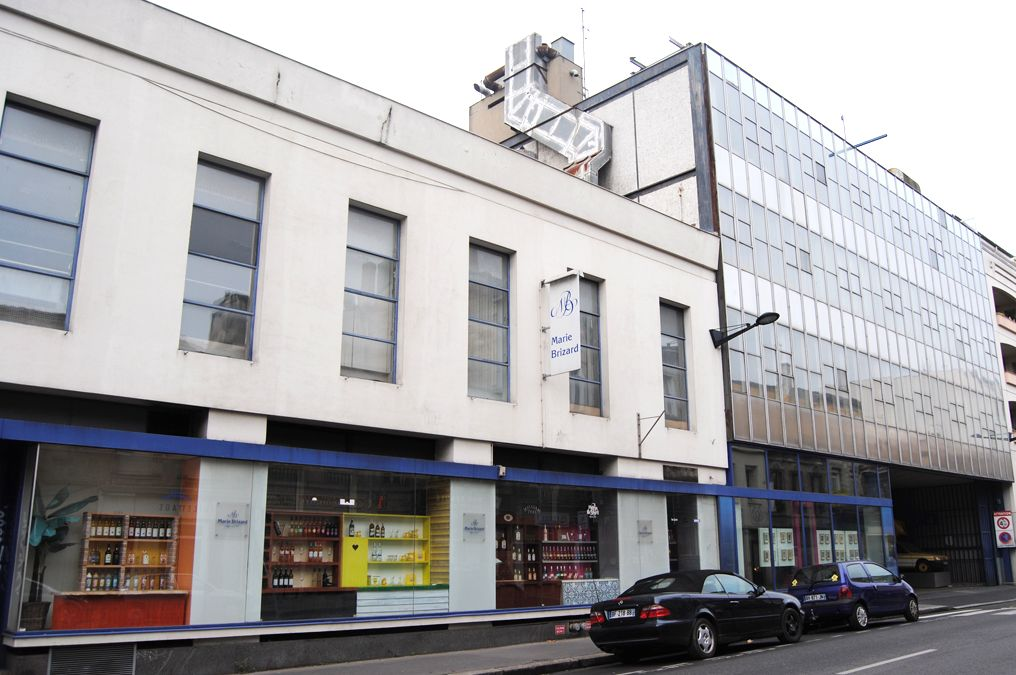
Sede di Marie Brizard, in rue Fondaudège a Bordeaux

Dal 1874 la sede centrale e lo stabilimento di produzione si trasferiscono in rue Fondaudège a Bordeaux. Tra il 1955 e il 1960 lo studio di architettura Yves Salier & Adrien Courtois ha realizzato, presso lo stabilimento, una delle prime facciate continue dell'architettura bordolese, con un rivestimento di velo di vetro e alluminio appeso a un'intelaiatura di pali in acciaio. Dal 2008 la sede principale dell'azienda si trova a Ivry-sur-Seine (Valle della Marna).
Dal 2008 il gruppo ha gradualmente lasciato la sua sede storica in rue Fondaudège, nel centro di Bordeaux, trasferendo le sue principali attività a Lormont, nella periferia interna di Bordeaux, dove aveva già una sede produttiva.
Alla fine del 2015 la produzione di liquori e sciroppi Marie Brizard è stata interamente trasferita a Zizurkil, nei Paesi Baschi, nel nord della Spagna, dove l'azienda aveva uno stabilimento dal 1968, che è stato completamente ristrutturato.